# 언약도

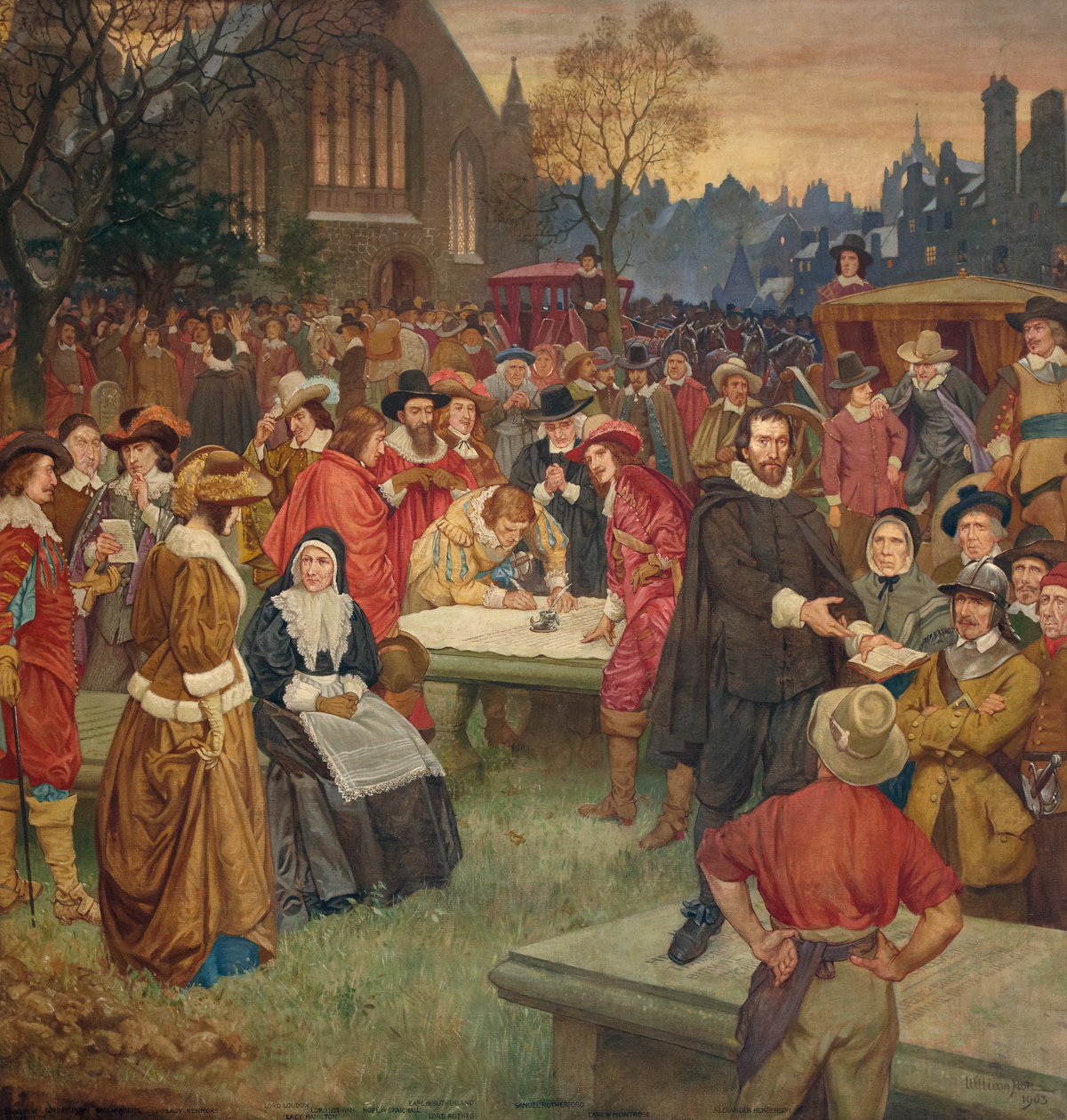
국가언약에 서명하고 있는 광경(1638년)

언약도(Covenanters)는 스코틀랜드의 역사에서 17세기의 스코틀랜드 장로교 운동이다. 여기에서 언약이란 구약성경의 하나님과 이스라엘간의 계약, 약속의 개념에서 나온 말이다.
1637년에는 찰스 1세와 켄터베리의 주교인 윌리엄 로드가 만나 스코틀랜드의 예배의식에 대한 회의가 있었다. 알렉산더 헨더슨의 도움으로 1638년 2월 28일에 에딘버러에 있는 그레이프라이어 교회정원에서국가적 언약이 체결되었다. 이 언약은 찰스 1세와 윌리엄 로드가 스코틀랜드 교회를 영국의 예배형식과 교회 정치에 따르는 것을 거부한 것이다. 이 국가 언약은 왕의 고백(1581)과 알렉산더 헨더슨의 추가적 선언과 맹세가 포함되어 있다. 이 언약은 개혁주의 신앙과 장로교 정치를 재확인하고 그들에 의해 시도된 변화를 거부한 것이다.
웨스트민스터 총회에 참관인으로 참석했던 6명의 스코틀랜드 대표들은 많은 기여를 하였고, 그 이후,채택된 문서들을 공적 규범으로 삼았다.
또한 엄숙동맹과 언약으로 찰스 1세가 처형되고, 크롬웰의 통치를 이어 네덜란드에 있었던 찰스 2세를 초청하였으나, 그가 장로교 편에 서지 않고 배반하여 오히려 장로교를 탄압하자, 찰스 2세와 항전에 나선다.  
이 언약도들은 왕의 권세는 무제한적이지 않고, 오직 하나님만이 무제한적인 권세를 갖는다는 계심을 믿었다.

## 같이 보기
- 장로교
- 엄숙동맹과 언약